# إيرينا إريكيفنا بيكشكينا
إيرينا إريكيفنا بيكشكينا (بالأوكرانية: Ірина Ериківна Бекешкінa، بالإنجليزية: Iryna Erykivna Bekeshkina)، (4 فبراير 1952- 20 مارس 2020) كانت عالمة اجتماع أوكرانية. من عام 2010 إلى 2020، كانت رئيسة مؤسسة المبادرات الديمقراطية إيلكو كوتشيريف. تخصصت في دراسة المجتمع والسياسة الأوكرانية.

## الحياة والمسيرة
في 1974، تخرجت إيرينا بيكشكينا من جامعة تاراس شيفتشينكو الوطنية بدرجة في الفلسفة. ثم أكملت دراساتها العليا في معهد الفلسفة التابع للأكاديمية الروسية للعلوم.
في 1996، بدأت بيكشكينا العمل في مؤسسة المبادرات الديمقراطية إيلكو كوتشيريف (بالإنجليزية: Ilko Kucheriv Democratic Initiatives Foundation). حيث أجرت أبحاثًا ونشرت أوراقًا بحثية بشكل كبير حول علم اجتماع السياسة والانتخابات. ركزت بشكل خاص على السياسة الأوكرانية.
في 2010، أصبحت إيرينا بيكشكينا رئيسة لمؤسسة المبادرات الديمقراطية، وظلت رئيسة لتلك المنظمة حتى وفاتها. كانت أيضًا عضوًا في مجلس إدارة مكتب الاتصال لمراكز الفكر الأوكرانية، كما انضمت إلى منظمة مدير الإعلام إن جي أو (بالإنجليزية: Media Director NGO)، وهي منظمة لمراقبة وسائل الإعلام الأوكرانية.
في 2007، تم تسمية إيرينا بيكشكينا في المرتبة 38 كأكثر امرأة تأثيرًا في أوكرانيا من قبل مجلة فوكس (بالإنجليزية: Focus Magazine)، وفي عام 2008 تم تسميتها في المرتبة 51 كأكثر امرأة تأثيرًا في أوكرانيا. لشرح هذه التصنيفات، استشهدت المجلة بعملها في التعامل مع الجمهور في دراسة المعلومات السياسية والسياسة الخارجية الأوكرانية. في عامي 2018 و2020، تم إدراجها في قوائم أكثر 100 امرأة نجاحًا في أوكرانيا؛ التي جمعتها مجلة أخرى.
في نوفمبر 2022، كجزء من حملة اجتثاث الترويس أو إزالة التأثير الروسي، تمت إعادة تسمية شارع دميتري كاربيشيف في كييف إلى شارع إيرينا بيكشكينا.